# Киршбраун, Мойжеш Давид
Мойжеш Давид Киршбраун (пол. Mojżesz Dawid Kirszbraun, 13 сентября 1903, Варшава — 1942, Варшава, Генерал-губернаторство) — польский математик еврейского происхождения, известный благодаря теореме Киршбрауна о продолжении липшицевых отображений.
Эта основная теорема его бакалаврской диссертации, защищенной в Варшаве в 1930 году. Погиб в ходе Холокоста.

## Биография
Родился 13 сентября 1903 года в Варшаве.
Окончил гимназию имени Яна Кречмара в 1922 году.
С 1 октября того же года, вместе со своим одноклассником Адольфом Линденбаумом, продолжил учёбу на философском факультете Варшавского университета. Впоследствии окончил факультет математики и естественных наук и получил степень бакалавра 7 октября 1930 года.
После окончания университета работал актуарием в страховой компании Przyszlogic.
После начала Второй мировой войны и оккупации Польши Германией был заключён в Варшавском гетто, где и погиб в 1942 году.

## Вклад в науку
Теорема о продолжении липшицевых отображений была доказана Киршбрауном в его бакалаврской диссертации (1930), доказательство опубликовано в 1934 году в журнале Fundamenta Mathematicae.